# Мезонефрос
Мезоне́фрос (лат. mesonephros, mesonephron) — парний орган виділення у хребетних тварин. Латинська назва походить від грец. μέσονεφρός, μέσονεφρόν, утвореного зі слів μέσο («середній», або скорочення від «мезодерма») та νεφρός  — «нирка». Інші назви: первинна нирка, тулубова (тулубна) нирка, вольфове тіло.
Складається з численних звивистих канальців; один кінець кожного канальця має виріст — мальпігієве тільце, іншим кінцем каналець відкривається у первинно нирковий, або вольфів канал. У круглоротих, риб та земноводних мезонефрос функціонує протягом усього життя, у амніот — тільки на ранніх стадіях зародкового розвитку, замінюючись згодом на метанефрос. У самців амніот більша частина мезонефроса розвивається у придаток сім'яника та разом з вольфовим каналом утворює сім'явивідну протоку, у самок мезонефрос редукується, залишаючися у вигляді невеликих придатків яєчника.